# Manuel Casimiro Bonilla
Manuel Casimiro Bonilla Castro (Eten, 20 de febrero de 1873-Lima, 15 de noviembre de 1954) fue un militar e historiador peruano.

## Biografía
Hijo de Juan Francisco Bonilla y Paula Castro. Cursó sus estudios escolares en el prestigioso colegio de Pedro A. Labarthe, en Lima. En 1887 ingresó como alumno voluntario en la Escuela de Clases del Ejército. Ya era sargento primero, cuando, en 1890, fue admitido como cadete en la Escuela Militar, de la que egresó en 1893 como subteniente.
Participó en la guerra civil peruana de 1894-1895, en defensa del gobierno del general Andrés A. Cáceres, pero tras la caída de este, quedó sin colocación. Debido a ello, empezó a estudiar en la Escuela Nacional de Ingenieros, pero interrumpió sus estudios al ser readmitido al servicio activo (1896). Fue adscrito al Estado Mayor General (1901) y obtuvo su ascenso a sargento mayor. Tomó parte en los viajes de estudios efectuados por el coronel Pablo Clément (jefe de la misión militar francesa), entre 1902 y 1907.
En 1907 fue ascendido a teniente coronel y pasó a ser profesor de la Escuela Superior de Guerra. Se hallaba en Piura, como comandante del batallón N.º 9 en La Tiña, cuando le tocó organizar la movilización a la frontera norte, durante la tensión peruano-ecuatoriana de 1910.
En 1911 viajó a Francia, donde representó al ejército peruano en las maniobras alpinas del ejército francés, dirigidas por jefes que poco después destacarían en la Primera Guerra Mundial. Regresó al Perú en 1913.
Luego sirvió como agregado militar en Venezuela (1913-1916); y nuevamente en el Perú, fue ascendido a coronel (1916). Al acercarse la celebración del Centenario de la Independencia del Perú, recibió el encargo oficial de preparar la historia militar del Perú (1918). Durante el Oncenio fue acreditado como agregado militar en España y Portugal (1924-1930).
Interesado en investigar las campañas militares del Perú, promovió la fundación del Centro de Estudios Histórico-Militares, lo que se concretó en diciembre de 1944, convirtiéndose en su primer presidente (1944-1945).
Fue miembro de número de Instituto Histórico del Perú, entidad de la que fue segundo (1946-1949) y primer vicepresidente (1949-1954). Fue también miembro activo de la Sociedad Geográfica de Lima, desde 1913.
Estuvo casado con María Rampla Rey y fue padre de María Clara Bonilla, Manuel Bonilla y Augusto Bonilla. Su hijo Manuel siguió la carrera militar.

## Publicaciones

### Manuales de instrucción militar
- Guía militar (1916)
- Operaciones militares en la sierra (1916)
- Tiro nacional (1917)
- Cuestiones de defensa nacional (1919)

### Obras históricas
- Llampallec (1920)
- Epopeya de la libertad 1820-1824 (1921)
- Pichincha (1922)
- Batalla de Zepita (1923)
- Colpahuaico (1944)
- Renglones biográficos (1949)
- Pasco, primera campaña de Arenales en el Perú (1950)